# Jefferson Lerma
Artikeln följer den spanska namnseden; faderns efternamn är Lerma och moderns efternamn Solís.
Jefferson Andrés Lerma Solís, född 25 oktober 1994 i El Cerrito, är en colombiansk fotbollsspelare som spelar för engelska Crystal Palace.

## Klubbkarriär
Den 7 augusti 2018 värvades Lerma av engelska Bournemouth, där han skrev på ett femårskontrakt. Den 31 maj 2023 bekräftade Bournemouth att Lerma lämnar klubben efter 5 år.

Den 8 juni 2023 värvades Lerma av Crystal Palace, där han skrev på ett treårskontrakt.

## Landslagskarriär
Lerma debuterade för Colombias landslag den 10 november 2017 i en 2–1-förlust mot Sydkorea, där han blev inbytt i den 82:a minuten mot Stefan Medina. Lerma var uttagen i Colombias trupp till fotbolls-VM 2018.